# Cellou Dalein Diallo
Cellou Dalein Diallo (Labé, 3 febbraio 1952) è un politico ed economista guineano, Primo ministro dal dicembre 2004 all'aprile 2006.
Esponente dell'Unione delle Forze Democratiche di Guinea, si è candidato alle elezioni presidenziali del 2010 ottenendo, al primo turno, il 43,7% dei voti contro il 18,3% di Alpha Condé; è stato tuttavia sconfitto al ballottaggio, quando ha ricevuto il 47,5% dei voti.
Alle elezioni presidenziali del 2015 ha ottenuto il 31,4% dei voti contro il 57,8% di Condé.
Nel settembre 2021, Cellou Dalein Diallo sostiene i golpisti che hanno compiuto il colpo di stato del 2021.